# Raymond Lulle
Vous lisez un « bon article » labellisé en 2011.
Pour les articles homonymes, voir Lull (homonymie).
Raymond Lulle (en catalan : Ramon Llull ; en latin : Raimundus ou Raymundus Lullus ; en arabe : رامون لول), né vers 1232 à Palma de Majorque et mort en 1315, probablement en mer, au large de son île natale, est un philosophe, poète, théologien, missionnaire, apologète chrétien et romancier majorquin.
Écrivain mystique, les principes de sa philosophie sont inséparables de son projet de conversion des musulmans et des juifs. Il cherche à s'adresser à toutes les intelligences, chrétiennes ou non, dans la langue de ses interlocuteurs. Il opère par un jeu d'explications et de déductions une combinaison des divers principes théologiques et philosophiques pour convaincre de la vérité chrétienne. Il a rencontré de vives oppositions avec les thomistes de l'ordre de Saint-Dominique qui ont obtenu temporairement une condamnation papale de ses écrits (Nicolas Eymerich, dominicain et grand inquisiteur de Catalogne, a été son principal détracteur).
Considéré comme l'un des inventeurs du catalan littéraire, il est le premier à utiliser une langue néo-latine pour exprimer des connaissances philosophiques, scientifiques et techniques. Son œuvre en prose a constitué un important référent pour la fixation du catalan écrit standard. Malgré un certain hermétisme typique de son époque, Lulle nous reste proche par sa poésie qui fait de lui un des plus grands écrivains de Catalogne. Son œuvre en vers répond au même projet didactique que son œuvre en prose.
Connu en son temps sous les noms d'« Arabicus Christianus » (« Arabe chrétien »), de « Doctor Inspiratus » (« docteur inspiré »), « Doctor Illuminatus » (« docteur illuminé »), Lulle est entre autres écrivain, missionnaire et théologien franciscain. C'est l'une des personnalités les plus importantes du Moyen Âge en théologie et en littérature. Il laisse une œuvre immense et variée, écrite en catalan, mais aussi en arabe et en latin. Certains de ses travaux, tels l'Artificium electionis personarum (1247-1283) ou De arte electionis (1299), décrivent des systèmes de vote redécouverts au XVIIIe siècle par Condorcet.
Alors que lui-même méprisait l'alchimie, un vaste corpus de textes alchimiques a été écrit sous son nom à partir du XIVe siècle. Le Testament de l'art chimique universel, imprimé à Cologne en 1566, serait apocryphe.
Lulle fut béatifié et il est considéré comme saint en Catalogne.

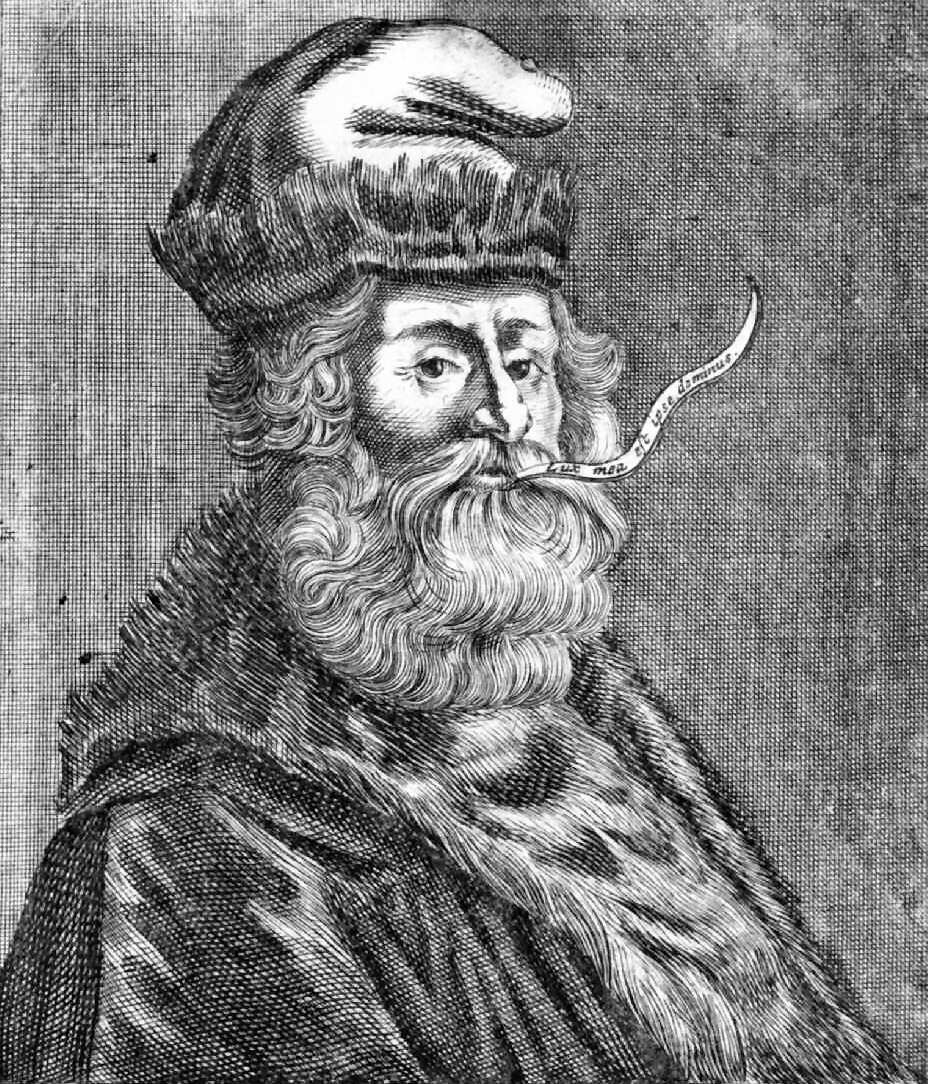
Portrait de Raymond Lulle en 1315.

## Biographie
La majeure partie des informations concernant les étapes de la vie de Raymond Lulle ainsi que les dates proviennent, en première source, de son œuvre autobiographique La Vie contemporaine. C'est notamment par cet ouvrage que sont connus les détails les plus intimes de sa vie avant ses trente ans.

### Naissance et enfance
Raymond Lulle naquit à Palma de Majorque, capitale du royaume que le roi Jacques Ier d'Aragon venait de conquérir et d'annexer avec l'ensemble des îles Baléares à la couronne d'Aragon. La date exacte de sa naissance reste inconnue mais semble comprise entre la fin de 1232 et 1233. Raymond, fils de Raymond Llull et de Isabel d'Erill, était le fils d'une famille de la noblesse catalane qui accompagna Jacques Ier après sa conquête des Baléares.
D'après Umberto Eco, le lieu de sa naissance fut déterminant pour la destinée de Lulle. Majorque était à cette époque à la croisée des trois cultures, chrétienne, islamique et juive, au point que la majeure partie des 280 œuvres attribuées à Lulle furent d'abord écrites en arabe puis dans la langue romane locale. On connaît peu sa jeunesse si ce n'est qu'en 1257 il épousa Blanca Picany qui lui donna deux enfants : Domingo et Magdalena.

### Une jeunesse profane
Il devint très jeune le page du second fils du roi, avec qui il fut initié aux arts de la guerre. Son intelligence fut remarquée et il fut nommé précepteur de l'infant Jacques, second fils du roi Jacques Ier et futur roi de Majorque. Son ascension à la cour fut rapide : il devint successivement sénéchal et majordome du futur roi.
Durant ces années à la cour, la vie de Raymond fut mondaine, joyeuse, voire luxueuse et ostentatoire. On lui connaît plusieurs liaisons dont certaines clairement adultères. Même si cet aspect de la vie de Lulle fut par la suite exagéré pour mettre en valeur sa conversion mystique, il est probable que son comportement ne différait guère de celui de ses contemporains. Son éducation et son esprit étaient alors entièrement voués à la chevalerie : il composa le Llibre de la cavalleria, traité des devoirs du parfait chevalier. Il écrivit à cette époque des chansons d'amour en occitan destinées à être chantées par des troubadours. Aucune de ces pièces n'est conservée, mais il en réutilisa les techniques prosodiques et rhétoriques dans ses écrits ultérieurs.

### Conversion et évangélisation

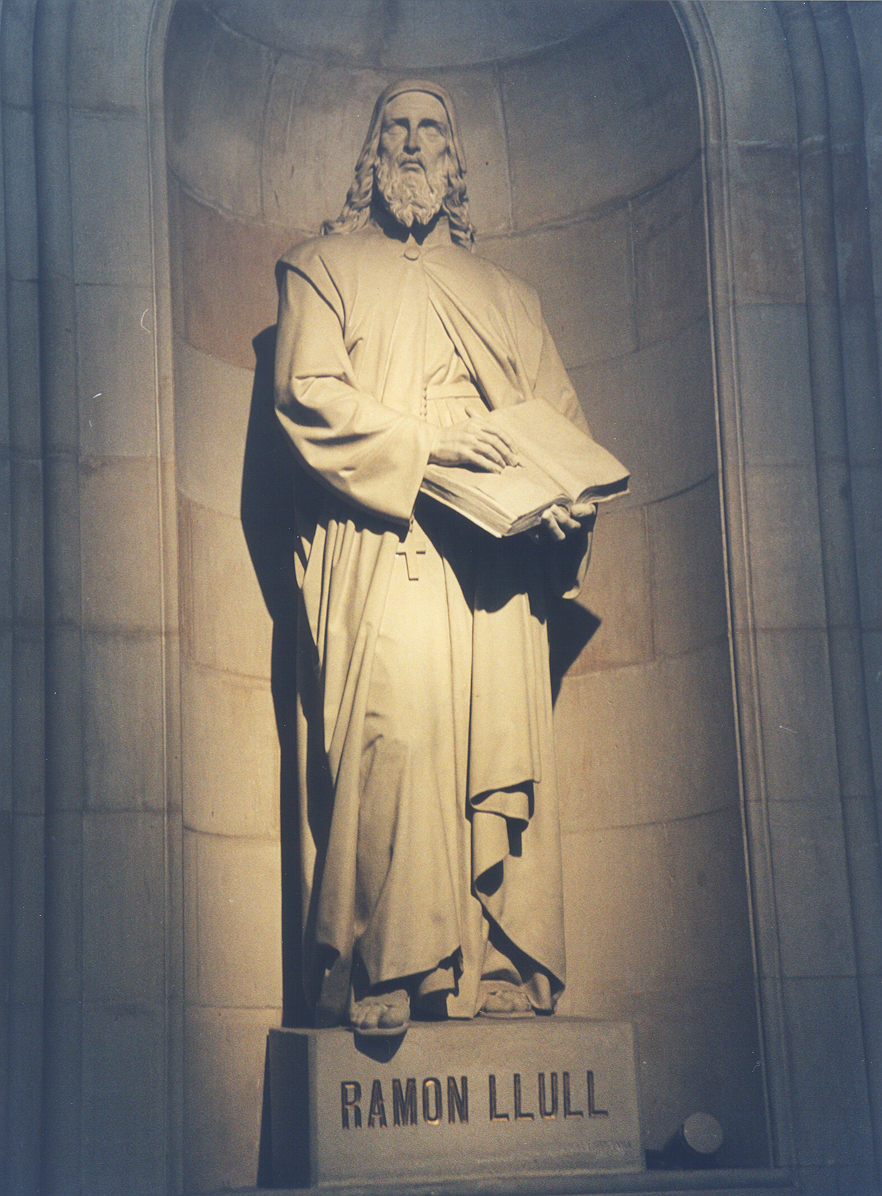
Statue de Raymond Lulle à l'Université de Barcelone.

Vers 1263, pour ses 30 ans, Raymond affirma avoir eu durant cinq nuits consécutives des visions du Christ en croix. Les impressions profondes provoquées par ces visions le poussèrent à vendre ses biens. Il versa les fonds à son épouse et à ses fils en tant qu'héritage anticipé. Puis il abandonna sa famille pour partir prêcher. Il renonça alors à la vie de cour et de poète-troubadour et à sa famille.

« Lorsqu'il était sénéchal de la table du roi de Majorque, Raymond, jeune encore, se consacrait à composer de vaines chansons et des vers et autres vanités mondaines. Une nuit, il était assis près de son lit en train de composer et d'écrire en sa langue vulgaire une chanson pour une dame, qu'il aimait alors d'un amour insensé. Lorsqu'il commença à l'écrire, […] il vit le Seigneur Jésus-Christ. »

— Guillaume Colletet, Vie de Raymond Lulle
Après sa conversion de 1265, il décida de se consacrer uniquement à la « conversion des infidèles », et cette résolution le plongea dans un tel état d'exaltation que sa famille s'en inquiéta. En 1275, on fit nommer un administrateur de ses biens. Mais à cette époque-là Raymond ne se souciait plus que d'apprendre l'arabe, ce qui lui prit neuf ans. Une légende raconte ainsi la cause de la conversion de Raymond.

« La légende raconte que Raymond Lulle pendant sa jeunesse était un homme très amoureux qui utilisait la poésie des troubadours pour conquérir les belles dames. Vers 1265, Raymond Lulle, alors marié avec Blanche Picany, poursuivait une dame avec son cheval. La dame, identifiée comme Ambroise Castelló, entra dans une église pour fuir, convaincue que le jeune amoureux n'oserait pas entrer dans un lieu sacré. Mais Lulle, plein de passion, éperonna son cheval, monta les marches et entra dans l'église. Quand la dame le vit faire, elle découvrit son sein et le lui montra, déformé par un terrible cancer. »

Cette étape de neuf années de formation théologique et morale dura jusqu'en 1275. Il écrivit pendant cette période son monumental Livre de contemplation de Dieu (1273-1274), d'abord en arabe, puis en latin et en catalan, et conçut son système de pensée, l’Art, dont les premiers volumes sont l’Ars compendiosa inveniendem veritatem (1274) et l’Ars demostrativa (1283). Il fut appelé en 1275 à Montpellier par le prince Jacques qui devint Jacques II de Majorque l'année suivante. Celui-ci soumit ses ouvrages à la lecture d'un moine franciscain qui les approuva.
L'année suivante, financé par le prince, Lulle fonda une école de missionnaires franciscains à Miramar. À cette époque il connut et acheta à Palma de Majorque un esclave musulman qui lui enseigna l'arabe, langue qu'il maîtrisa parfaitement. Cet esclave acheté en 1265 décéda en 1274. Un second volume de l'Art fut décrit dans l’Ars inventiva, l’Ars amativa (1290), la Taula general (1294), l’Ars generalis ultima (1305-1308). Il en présenta une version abrégée dans l’Ars brevis (1308).
Il se retira au couvent du Mont de Randa (Majorque) où il se dédia à la méditation et à la contemplation. Enfin, il fut admis — toujours comme laïque — au monastère cistercien de La Real, où les moines lui apprirent le latin, la grammaire et la philosophie chrétienne et islamique.

### Missions

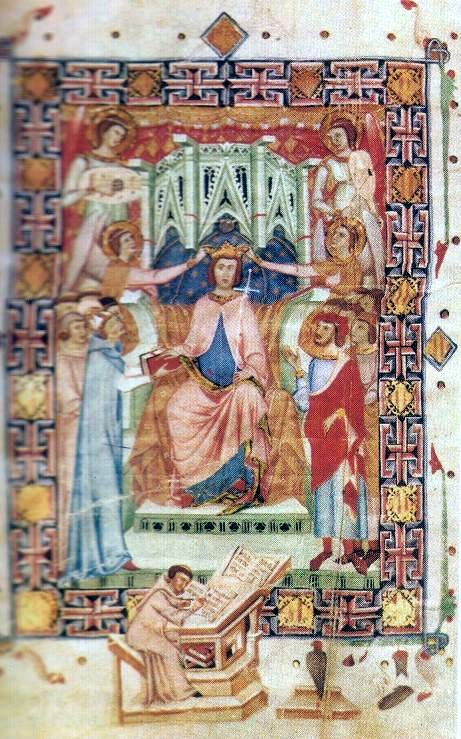
Couronnement à Majorque de Jacques II, protecteur et mécène de Raymond Lulle.

Lulle rêvait de voir s'ouvrir dans toute la chrétienté des séminaires de missions lointaines. Ce fut ainsi qu'il obtint de son ancien maître, le roi de Majorque, la fondation à Miramar (entre les villages de Valldemossa et de Deia) d'un couvent franciscain où il enseigna pendant dix ans la langue arabe et la philosophie.  L'objectif de ce monastère était d'accueillir et de former des missionnaires pour christianiser les Arabes : leur enseigner les techniques et les méthodes pour vaincre la philosophie islamique et enseigner l'arabe.
Lulle se mit ensuite à parcourir l'Europe et à donner des conférences mais le plus souvent son exaltation le fit prendre pour un fou. En 1285-1286, il séjourna à Rome où il écrivit son roman utopique Blanquerna ainsi que Félix ou les Merveilles du monde. Le projet reçut l'aval du pape Jean XXI — « Petrus Hispanus » et auteur des Summulæ logicales — dans sa bulle du 17 octobre 1276.
Il présenta au pape Nicolaus IV, successeur de Jean XXI, une demande pour organiser une nouvelle croisade sur les territoires dominés par les musulmans, mais le souverain pontife se montra sceptique. En conséquence, Raymond Lulle décida d'entreprendre une croisade personnelle qui le mena en Europe (Allemagne, France et Italie), en Terre sainte, en Asie mineure et au Maghreb. Son objectif était avant tout de convertir les musulmans et les juifs de ces régions du monde.
Durant ses voyages, il écrivit de nombreuses œuvres pour démontrer ce qu'il considérait comme des erreurs des philosophes et des théologiens des autres religions. En partant de propositions communes aux trois religions abrahamiques, il montrait par combinaison que d'autres propositions étaient ou n'étaient pas compatibles avec ces premiers prédicats. Ses interlocuteurs qui acceptaient une proposition en apparence inoffensive étaient obligés de se rendre à ses conclusions. Il tenta également de fonder de nouveaux monastères catholiques dans les contrées qu'il visitait.
En 1286, Raymond Lulle reçut le titre de professeur d'université — magister — de l'Université de Paris, ville où il résida jusqu'en 1289. L'année suivante il voyagea à Rome pour soumettre aux autorités religieuses ses projets de réforme de l'Église. Une fois de plus, personne ne l'écouta à cause de ses demandes répétées de fonds pour entreprendre une croisade et convertir les infidèles de Terre sainte. En 1291, après un séjour à Montpellier, il se rendit à Gênes d'où il embarqua pour Tunis. Isolé au milieu de la ville arabe, il réussit tout de même à prêcher le christianisme avant d'être arrêté et expulsé vers Naples où il débarqua en 1293. Il reprit ses tournées d'apostolat sans réussir à obtenir du Saint-Siège l'ouverture des collèges de missionnaires qu'il demandait.
Comme ses demandes n'étaient pas acceptées, il rejoignit en 1295 l'ordre franciscain de Rome, dans l'espoir qu'un moine saurait mieux convaincre les prélats qu'un simple laïc. Il fut accueilli dans le Tiers-Ordre franciscain, l'une des trois branches fondées par saint François d'Assise en 1223. En 1299, son ancien disciple Jacques II de Majorque et d'Aragon, l'autorisa à prêcher en 1299 dans les mosquées et les synagogues de son royaume. Ce fut la première fois que Raymond Lulle put franchir le parvis d'un lieu de culte pour y exprimer ses idées, où il ne fut pas toujours bien accueilli par les fidèles de ces lieux de cultes, après avoir écrit le « Liber de praedicatione contra judaeos » (Prédication contre les Juifs).
De 1300 à 1302, il entreprit un voyage à Chypre où ses plans d'apostolat furent aussi mal accueillis qu'en Europe. Ses démarches, toujours vaines, le conduisirent des milieux universitaires de France à ceux d'Italie, et auprès du pape Clément V. Il comprit alors que toute aide lui serait refusée et s'embarqua pour Tunis en 1305. Cette année, Lulle proposa une seconde version de sa méthode pour récupérer la Terre sainte : le projet Rex Bellator qui se basait sur l'unification des ordres militaires sous la responsabilité d'un prince chrétien, célibataire ou veuf. La conquête aurait eu comme point de départ Almería, Grenade, l'Afrique du Nord et l'Égypte, sous la protection d'une flotte. Le rôle donné à Jacques II d'Aragon paraissait clair. Celui-ci venait de conquérir Murcie et y avait établi des contacts pour ouvrir un comptoir du royaume d'Aragon à Alexandrie.
En 1307, Raymond Lulle effectua son second voyage en Afrique du Nord pour prêcher. Il fut emprisonné durant six mois à Bougie (Béjaïa) avant d’être finalement expulsé. Son navire fit naufrage près de la ville de Pise en Italie. Le moine fut l'un des rares survivants du naufrage et réussit à rejoindre la côte italienne après une dure lutte dans la tempête.

Voyages de Raymond Lulle.

### Le projetRex Bellator
La chute des restes du royaume de Jérusalem (Saint-Jean-d'Acre en 1291 et Arouad en 1302) secoua les consciences de nombreux chrétiens qui ne purent expliquer ce désastre qu'à cause des péchés et des vices collectifs de la chrétienté qu'il convenait d'éradiquer par des réformes profondes. Raymond Lulle fut le plus actif théoricien de ce courant,,. Il écrivit à ce sujet trois livres principaux, rédigea une correspondance importante et effectua de nombreux voyages pour élaborer le projet Rex Bellator d'unification des ordres militaires sous la responsabilité d'un prince.
Le premier livre, Quomodo Terra Sancta recuperari potest fut écrit lors de la chute d'Acre en 1292. Il fut commencé sous le pape Nicolas IV et terminé alors que son Siège était vide. La proposition principale était l'unification de l'ordre du Temple, des Hospitaliers, des ordres Teutoniques et des chevaliers des ordres péninsulaires sous un unique mandat, ainsi que la création d'une école de missionnaires à dominante de langues orientales. Le second ouvrage, Liber de Fine fut dédié au Pape qui venait alors d'être nommé : Clément V en 1305. En parallèle, Arouad était tombé et le dernier missionnaire de l'ordre du Temple venait d'être capturé. La stratégie se fit plus concrète dans ce livre où il proposa l'unification des ordres sous le commandement d'un Rex Bellator. L'expédition devait suivre la route d'Almería à Ceuta, puis longer le Nord de l'Afrique jusqu'en Égypte, poursuivre jusqu'à Jérusalem et être appuyée par la flotte. Les Almogavres devaient servir de troupe de choc. On devine clairement le rôle de Jacques II d'Aragon et de son fils aîné, le prince Jacques d'Aragon et d'Anjou, qui renonça au mariage et à la couronne pour intégrer l'ordre de Saint-Jean de Jérusalem. Enfin le Liber de Acquisitione Terræ Sanctæ fut écrit après la chute des Templiers. Lulle y proposa deux voies pour la reconquête de la Terre sainte : au nord, les franciscains avec les ordres hospitaliers, et au sud, Jacques II avec les ordres péninsulaires.
Le projet avait l'aval du roi Jacques II d'Aragon. Celui-ci avait de bonnes relations avec l'Église mais était ennemi de Philippe le Bel. Ce dernier manœuvra sur plusieurs fronts. Le roi de France proposa dans un premier temps sa propre version du projet : De recuperatione Terre Sancte. Dans ce projet, le roi de France et les membres de sa famille deviennent les candidats évidents au rang de chef de la chrétienté en tant que rex pacis par opposition au rex bellator. Lors de la mort de son épouse Jeanne Ire de Navarre, Philippe le Bel tenta d'intégrer l'ordre du Temple. Enfin, après l'échec de ces manœuvres, il accusa les templiers d'hérésie et détruisit cet ordre.
Finalement, les Hospitaliers conquirent leur propre royaume sur l'île de Rhodes, le roi Jacques II tenta la conquête d'Almería qui fut un échec. Le projet fut abandonné,,,,.

### Le Concile de Vienne

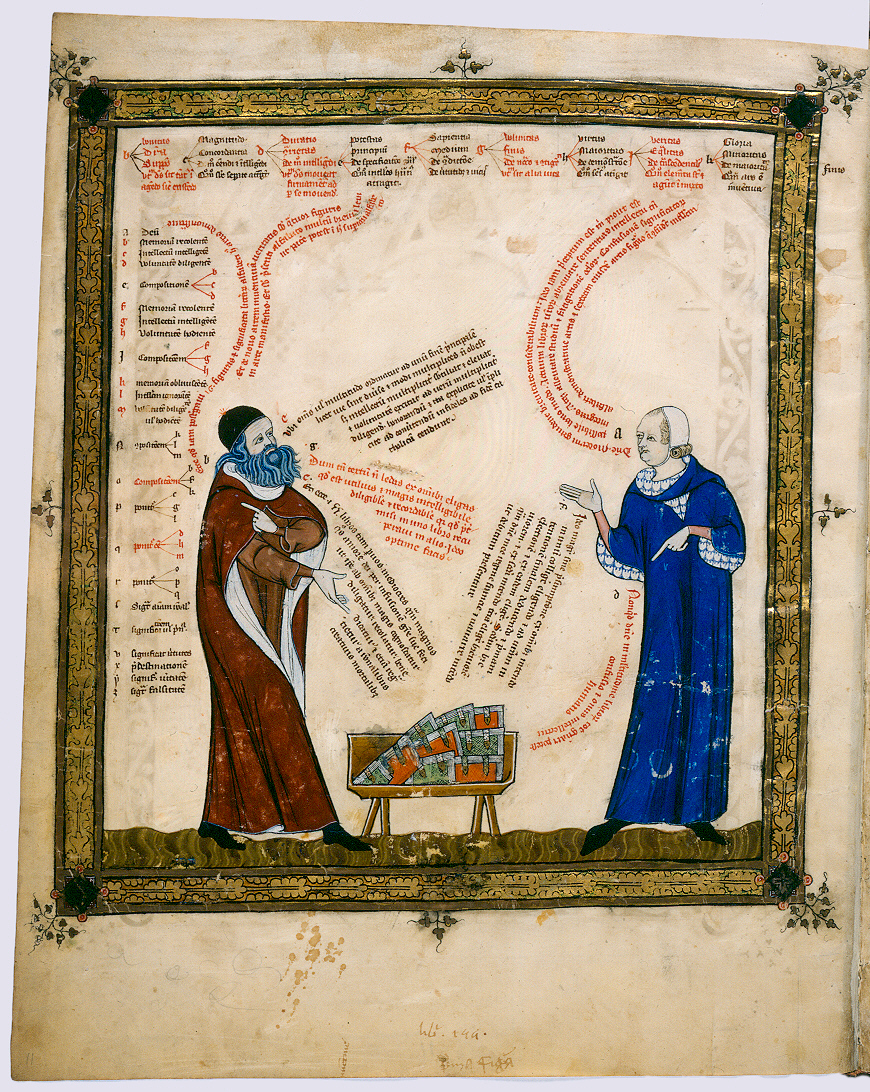
Raymond Lulle (gauche) et Thomas le Myésier (droite) : Illustration de Electorium parvum seu breviculum (vers 1321)

Le 14 novembre 1305, après une année passée sans pouvoir élire un pape, le roi de France Philippe le Bel fit couronner Raymond Bertrand de Got, dominicain et évêque de Bordeaux, sous le nom de Pape Clément V. Ce pape sans pouvoir déménagea son siège de Rome à Avignon et se comporta en sujet du roi de France.
Le roi et le nouveau pape décidèrent d'en finir avec l'ordre du Temple. En 1307, les chevaliers furent jetés en prison, accusés d'hérésie et torturés. Les tribunaux de l'Inquisition furent conduits par des dominicains.
En 1308, Clément V, sous l'ordre de Philippe le Bel, publia sa bulle Faciens misericordiam cum servo suo, et convoqua un concile à Vienne en 1311 pour traiter des thèmes qui intéressaient le souverain. En premier lieu, il proposait d'exhumer et de brûler pour hérésie les os de l'ancien ennemi du roi de France, Boniface VIII, mort sept ans auparavant. Il fut également discuté de l'opportunité d'une nouvelle croisade et de réformes de l'église catholique. Enfin, il fallut juger s'il convenait de livrer les chevaliers du Temple au bras séculier pour être exécutés sur un bûcher.
Raymond Lulle fut présent pendant les trois sessions du concile de Vienne. On ne connaît pas la nature de ses votes sur chacun des trois sujets qui furent discutés au concile, ni sa position sur le châtiment des chevaliers du Temple. En revanche, le sujet de la croisade et de la réforme ecclésiastique, qui étaient l'objet de ses demandes pendant plusieurs décennies ne pouvait que recueillir son assentiment.
Il était courant que les franciscains fussent désignés dans les tribunaux de l'Inquisition pour modérer la tendance à condamner des dominicains. La proportion habituelle était d'un franciscain pour deux dominicains. En ce sens, il est possible que Lulle ait défendu des chevaliers. De plus, au titre de partisan des croisades, il connaissait les templiers qu'il appréciait pour le courage dont ils avaient fait preuve au cours de différentes expéditions en Terre Sainte.
L'ordre du Temple, en tant qu'institution, fut supprimé par Clément V par la bulle Vox in excelcis du 3 avril 1312. Ce ne fut pas une décision du concile mais un décret papal motivé par des accusations reçues contre l'ordre qui ne prouvaient pas sa culpabilité. Les Templiers furent supprimés en tant qu'Ordre et peu d'entre eux moururent sur le bûcher. C'est notamment le cas de leur dernier maître Jacques de Molay en 1314.
Après sa première expédition en Afrique du Nord, Lulle donna à Paris vers 1310 des conférences universitaires qui recueillirent un grand intérêt. Un an plus tard, ses projets furent enfin adoptés par l'Église. Aussitôt après la fin du concile, il entreprit une nouvelle campagne de propagande missionnaire qui le conduisit à Majorque, Montpellier, Paris, et Messine.
Une des propositions présentées par Lulle — créer des collèges pour enseigner aux missionnaires l'hébreu, l'arabe et les langues orientales — fut acceptée. La seconde — lever une nouvelle croisade — fut rejetée.

### Le dernier voyage

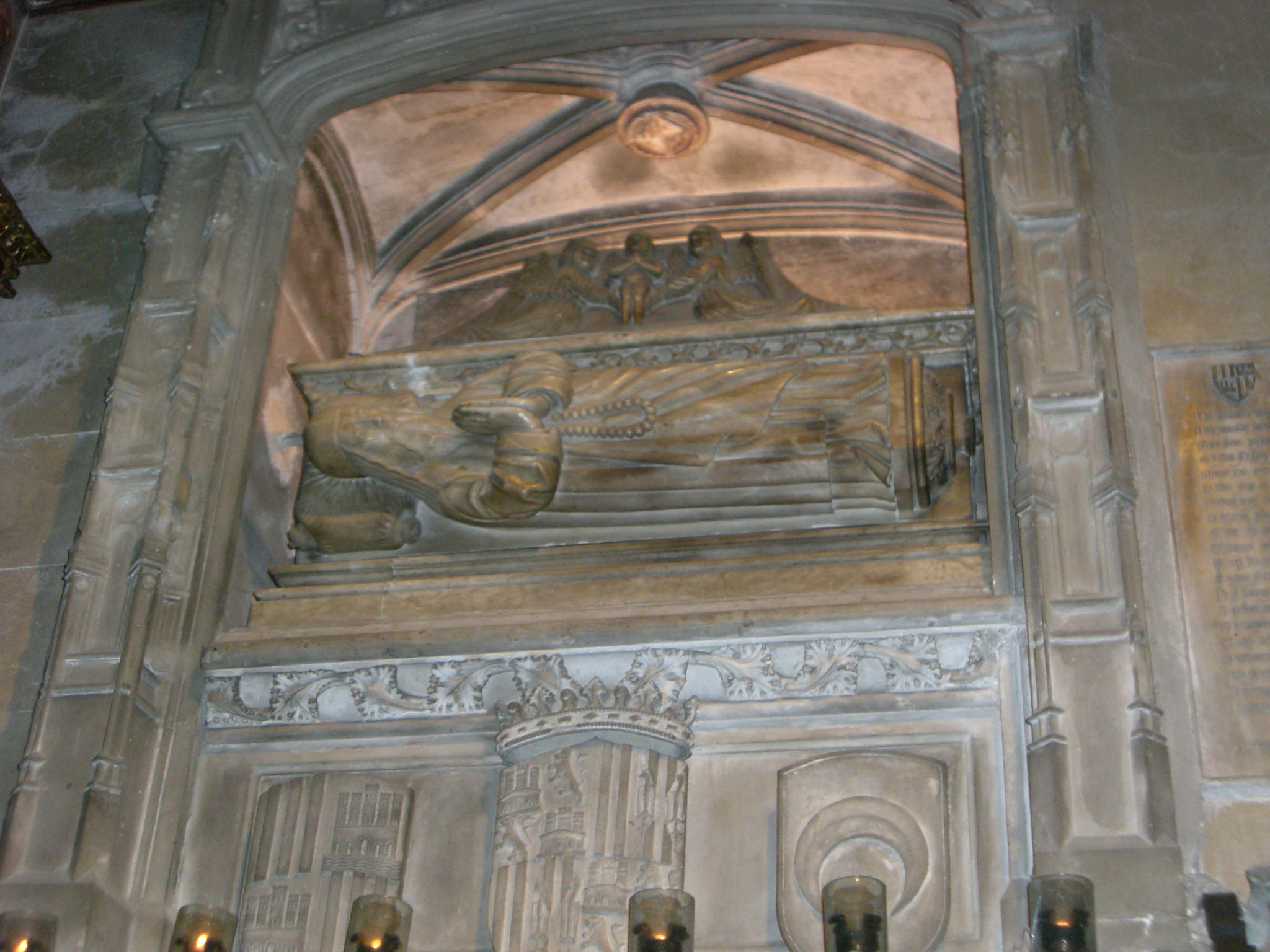
Tombeau de Raymond Lulle au couvent Saint-François de Palma.

Après le concile, Raymond Lulle se rendit à Tunis pour continuer sa mission. Lors de ce voyage, il écrivit le Liber de Deo et de mundo («De Dieu et du monde») et le Liber de maiore fine intellectus amoris et honoris («De la fin supérieure de l'intelligence: l'amour et l'honneur»). Ces deux livres furent terminés en décembre 1315. Ce furent ses dernières œuvres.
Les circonstances de sa mort restent imprécises.
Plusieurs hypothèses sont proposées par les historiens. Certains avancent que Raymond Lulle mourut en mer le 29 juin 1315 lors de la traversée pendant son retour de Tunis pour Majorque. D'autres donnent crédit à la légende qui raconte qu'il fut lynché par une foule de musulmans exaspérés : « une légende veut qu'il ait été lapidé à Bougie en Kabylie et qu'il ait été ramené à Majorque avec l'auréole du martyr. » Michel Mourre indique simplement dans sa notice biographique : « En 1314, il s'embarqua pour une nouvelle expédition en Afrique du Nord. Mais peu après son débarquement à Bougie, il fut lapidé par les habitants et mourut en martyr, victime de ses blessures ». L'université de Barcelone écrit que « vers le mois de mars 1316 ou avant, il trouve la mort à Tunis, dans le vaisseau de retour ou à Majorque même ».
Raymond Lulle est inhumé à Saint-François de Palma, à Majorque.

## La pensée de Lulle et sa conception artistique
En tant que franciscain, Raymond Lulle suivait la pensée de Roger Bacon et de Bonaventure de Bagnoregio. Toutefois, il innova en introduisant la morale chevaleresque au sein de la philosophie et de la théologie de son temps. Lulle mena également une croisade en faveur de la pensée mystique et chevaleresque contre le rationalisme représenté par le penseur cordouan Averroès, notamment dans son œuvre le Livre de la contemplation.
Raymond insista sur la doctrine de l'Immaculée Conception de Marie, contre l'opinion que l'on attribue à tort à saint Thomas d'Aquin (I Sent., dist. 44, quaest 1, art 3.). L'essence divine devait procéder d'une matière parfaite pour former le corps de Jésus ; cela était impensable si Marie avait été sujette au péché originel. Ces idées poussèrent l'inquisiteur Nicolas Eymerich à attaquer l'œuvre de Raymond Lulle après sa mort. Cependant, le roi Pierre IV d'Aragon protégea la mémoire de Lulle et expulsa l'Inquisiteur de Catalogne. Grégoire XI, en 1376, condamna son mélange incongru à l'époque : celui de la foi et de la raison.
Finalement, l'Église catholique se rangea à l'opinion de Lulle,. Lors du concile de Constance, Alphonse IV d'Aragon appuya la doctrine de l'Immaculée Conception. Il chargea en 1432 le cardinal archevêque d'Arles de mener une enquête sur ce sujet, et par un décret du 17 septembre 1439, lors de la trente-sixième session du concile de Bâle, l'archevêque déclara la doctrine « pieuse, conforme au culte de l’Église, à la foi catholique, à la droite raison et à l'Ecriture sainte ». L’Église n'éleva cependant pas cette doctrine au rang de dogme avant le XIXe siècle.

En plus d'être un missionnaire chrétien, Lulle aimait et comprenait la pensée arabe. Il respectait en grande partie cette civilisation avancée, notamment dans le domaine des mathématiques. Ainsi, dans son premier livre, il utilisa dans ses raisonnements la logique des savants arabes, leur symbologie et leur algèbre. Il parlait et écrivait parfaitement en catalan, latin et arabe et utilisait indistinctement n'importe laquelle de ces trois langues en fonction de ses interlocuteurs. Si le public de l'un de ses nouveaux livres était d'origine populaire, il présentait ses concepts philosophiques les plus compliqués sous la forme de vers joyeux. Considéré comme fondateur de la littérature catalane, 

« Lulle fut également un des premiers écrivains qui utilisa la langue populaire, dans son cas le catalan, pour traiter de thèmes réservés à la langue savante, c’est-à-dire le latin, comme la théologie, la philosophie et la science. »

— Centre de documentation Ramon Llull

## Lulle et l'Ars Magna

### La machine
L'un des principaux objectifs de la littérature de Lulle était d'argumenter son opposition aux rationalistes comme Averroès et de montrer la vérité du point de vue des chrétiens d'une manière si limpide que même les plus fervents des musulmans pussent l'apprécier sans aucune erreur.
Lulle pensa et construisit une « machine logique », probablement inspirée des zairja arabes. Les théories, sujets et prédicats théologiques étaient organisés en figures géométriques considérées comme parfaites, par exemple, des cercles, des carrés et des triangles. En actionnant des cadrans, des leviers, des manivelles et en faisant tourner une roue, les propositions et les thèses se déplaçaient sur des guides pour se positionner en fonction de la nature positive (vraie) ou négative (fausse) qui leur correspondait. D'après Lulle, la machine pouvait démontrer par elle-même la vérité ou la fausseté d'un postulat.
Le religieux nomma son instrument Ars Generalis Ultima (« Art général ultime ») ou Ars magna (« grand Art »). Cette machine était si importante pour lui qu'il consacra la majeure partie de son œuvre à décrire et à expliquer son fonctionnement. En réalité, la théorie sous-jacente à cet outil procédait d'une assimilation de la théologie à la philosophie, s'appuyant sur l'hypothèse qu'il fût possible de démontrer les vérités des deux disciplines comme si elles ne faisaient qu'une :

« Ces définitions étaient, en plus, univoques, par le fait qu’elles étaient applicables indistinctement au monde divin ou au monde créé. »

— Qui est Lulle, L'Art

### Le raisonnement

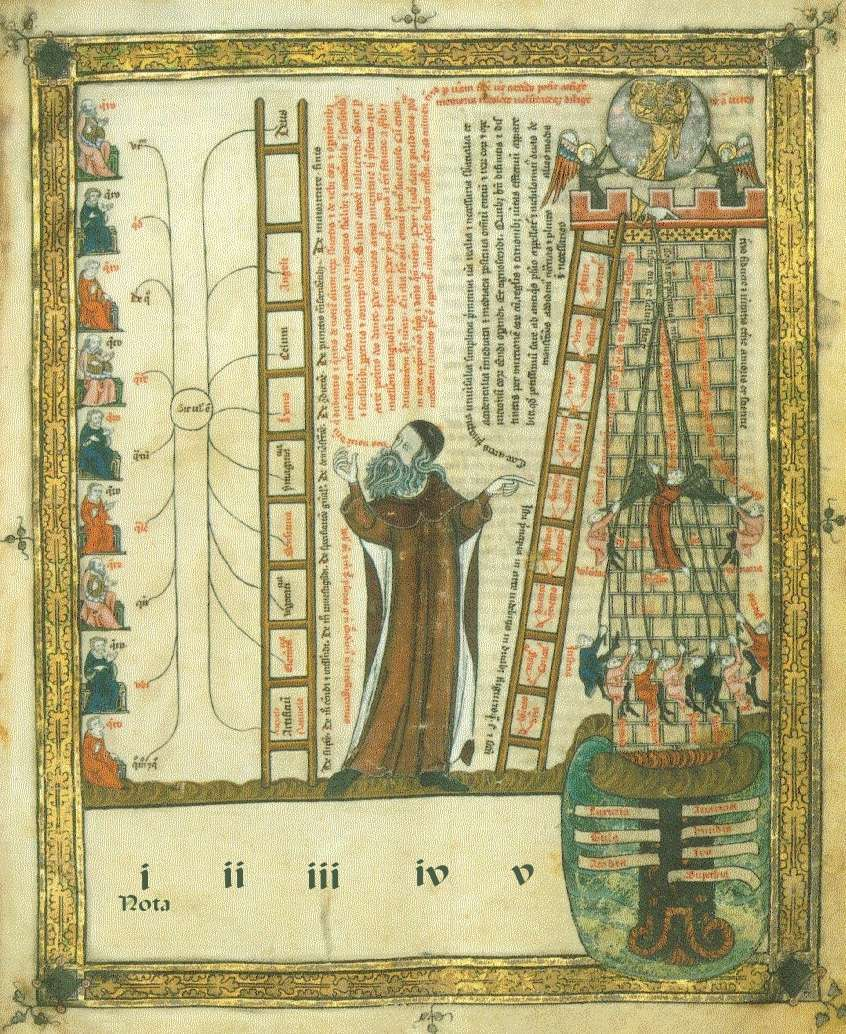
Ars magna, de Raymond Lulle

Les études chrétiennes du XIIIe siècle célébrèrent l'invention de Lulle, mais détectèrent rapidement des problèmes dans le raisonnement. Bien qu'il soit généralement vrai que philosophie et théologie aillent de pair – ce qui est vrai en philosophie ne peut être faux pour un théologien – les deux disciplines arrivent à la vérité par des chemins différents. La théologie se base sur la raison et la révélation divine, alors que le philosophe est seul face au problème et ne peut s'appuyer que sur sa propre raison. Les Arabes allaient plus loin dans leur critique d’Ars Magna : selon eux, ce qui est faux en philosophie peut être vrai en théologie parce que rien n'est impossible à Dieu, et qu'Il peut parfaitement dépasser les limitations des sciences. Ce concept est connu sous le nom de vérité à deux niveaux.
Dans son entreprise pour réfuter la critique des musulmans, Lulle exagéra son concept dans le sens inverse. Il affirma que la double vérité était impossible parce que la théologie et la philosophie étaient en réalité la même chose. Par suite, la foi et la raison pouvaient être identifiées de sorte que l'incroyant n'était pas capable de raisonner alors que l'homme de foi appliquait une raison parfaite. Il crut avoir résolu, grâce à ses symboles logiques leurs mécanismes, l'une des grandes controverses de l'histoire du savoir.
Le problème de ces postulats était qu'ils mettaient sur un même plan les vérités naturelles et les vérités surnaturelles. Comme Lulle était essentiellement un philosophe mystique, de son point de vue, la raison ne pouvait pas séparer ces assertions de vérités plus hautes ; pour lui, la foi s'appliquait en n'importe quelle circonstance. Il affirmait que la Foi illuminait la raison. Par exemple, pour expliquer le mystère de la Sainte Trinité, il expliquait qu’« il n'y a qu'un seul vrai Dieu représenté en trois personnes, qui cependant ne peuvent être trois dieux ». Il crut, par le moyen de mécanismes similaires, pouvoir démontrer le motif de tous les mystères et les raisons de tous les articles de foi.
Il pensait que si la raison exigeait la foi comme auxiliaire, la seconde avait également besoin de la première car la foi par elle-même pouvait conduire à l'erreur. Lulle croyait que l'homme doté de foi, mais sans raisonnement était comme un aveugle : il peut trouver certaines choses au toucher, mais pas toutes, et pas toutes à la fois. C'est ainsi que lorsque l’ami court vers l’aimé, l’entendement intervient de pair avec la volonté. Le premier prépare un chemin que la seconde permet d'achever.

« L’ami demanda à l’entendement et à la volonté lequel des deux était le plus proche de son aimé. Ils se mirent tous deux à courir et ce fut l’entendement qui arriva à son aimé avant la volonté »

— Raymond Lulle. Livre de l'ami et de l'aimé, vers 19
D'après Lulle, l'intelligence guide vers Dieu, mais se retire devant le mystère divin pour laisser place à la volonté puis à l'amour :

« L’amour éclaira le brouillard qui s’était placé entre l’ami et l’aimé ; et il le rendit aussi brillant et resplendissant que la lune en pleine nuit, que l’étoile à l’aube, que le soleil en plein jour et que l’entendement dans la volonté ; et c’est à travers ce brouillard si brillant que se parlèrent l’ami et l’aimé »

— Raymond Lulle. Livre de l'ami et de l'aimé, vers 118

### Les conséquences
La technique de Lulle se répandit dans les zones chrétiennes de la péninsule ibérique et le sud de la France. Ses élèves et disciples l'enseignèrent depuis leurs chaires dans diverses universités, notamment à Barcelone et à Valence. Cependant, la hiérarchie catholique n'appréciait pas la diffusion de cette doctrine qui risquait de supprimer la différence entre une vérité naturelle et une autre surnaturelle. Deux papes condamnèrent formellement le lullisme : Grégoire XI en 1376 et Paul IV plus tard. En conséquence, bien que Raymond Lulle fut considéré comme béat par la tradition, il fallut attendre le XXe siècle pour que l’Église lui reconnût ce titre,. En outre, il ne fut jamais canonisé, bien que le processus ait été réactivé récemment.

## Œuvres principales
De l'œuvre écrit par Lulle, restent 243 livres qui incluent des disciplines variées comme la philosophie (Ars magna), les sciences (Arbre de science, traité d'astronomie), l'éducation (Blanquerna, qui inclut le Livre de l'ami et de l'aimé), la mystique (Livre de la contemplation), la grammaire (Nouvelle rhétorique), la chevalerie (Livre de l'Ordre de la Chevalerie), des nouvelles (Livre des merveilles, qui inclut le Livre des bêtes) ainsi que de nombreux autres thèmes qu'il a traduits en arabe et en latin.

### Le Grand et Dernier Art
L'ouvrage Ars magna : compendiosa inventendi veritam (« Le grand art : découverte concise de la vérité ») traite de la méthode de Lulle de recherche et de démonstration de la vérité. Écrit avant 1277, peut-être en 1272, le livre propose de rassembler l'ensemble des préceptes exposés dans les œuvres précédentes et de propager selon la méthode apologétique inventée par Lulle, une méthode pour la conversion des infidèles. Elle s'inscrit dans le courant de La Somme de la foi catholique contre les Gentils de Thomas d'Aquin et de l’Opus Majus de Roger Bacon. Disposée en cercles concentriques, en carrés et en triangles, la démonstration combine plusieurs figures pour faire comprendre l'harmonie des trois ordres qui règnent sur l'univers : Dieu, l'homme et le monde. Cette méthode est proche de celle de saint Augustin, tout en amplifiant la méthode aristotélicienne. On peut penser que Lulle avait hérité cette logique de Richard de Saint-Victor (mort en 1173), une norme de rationalisme mystique qui préconise une foi non pas aveugle, mais guidée par la raison. Ce mysticisme rationaliste s'est répandu en Espagne sous le nom de lullisme. Il a été condamné par Grégoire XI en 1376, puis par Paul IV.

### Le Livre de la contemplation
Le Llibre de contemplació en Déu (« Livre de la contemplation de Dieu ») fut d'abord écrit en arabe puis en catalan vers 1272. C'est une véritable encyclopédie en cinq tomes et 366 chapitres, proposant des oraisons et des sujets de méditation pour chaque jour de l'année. Lulle dénonce les abus de la société du XIIIe siècle, s'attache à l'enseignement du christianisme. Par l'accent que met Lulle sur le pathétique, sur l'amour divin et sur les aspirations au martyre — que lui-même aurait subi à quatre-vingts ans — cette œuvre se rapproche des Confessions de saint Augustin. C'est à cette époque que Lulle fonde des écoles à Naples pour la préparation des missionnaires, avec notamment un séminaire d'apprentissage des langues orientales. Lulle, absorbé par le désir de conversion des infidèles réfute Averroès et prône dans L'Art de la contemplation la méditation sur le monde divin, sur le monde humain et sur la nature. La ligne directrice de sa doctrine est la mystique transcendantale avec des méthodes contemplatives pour le Pater, l'Ave Maria, les Commandements de Dieu, le miserere, etc. Son mysticisme doit beaucoup à la doctrine d'illumination intellectuelle de saint Bonaventure.

### Le Livre du gentil et des trois sages
Le Llibre del Gentil e los tres savis (« Le Livre du gentil et des trois sages ») fut rédigé en catalan entre 1274 et 1276. C'est une œuvre apologétique qui prétend démontrer l'efficacité de la méthode de Raymond Lulle dans une discussion sur la vérité et l'erreur dans les trois religions monothéistes : le judaïsme, le christianisme et l'islam. Dans cette œuvre, un gentil — un païen — rencontre trois sages, un juif, un chrétien et un musulman. Les représentants des trois religions démontrent au disciple l'existence d'un Dieu unique, illustrent la création, la résurrection. Chacun présente sa religion pour que le gentil — et le lecteur — choisisse ce qui lui paraît vrai. L'œuvre n'indique pas le choix du gentil.
Ce livre retient l'attention par une exposition systématique des principes de la loi mosaïque et de l'islam, qui démontre une bonne connaissance des contenus de ces deux religions, ce qui n'était pas très courant à l'époque de l'auteur. De plus, la fiction qui entoure la narration est très développée et interagit de manière subtile avec l'argumentation des sages.

### Blanquerna
Le roman utopiste Llibre d'Evast e Blanquerna (« Livre d'Evast et Blanquerna ») fut écrit en 1282 en catalan. Il s'agit d'une vive peinture de la vie médiévale. Le protagoniste conduit sa vie par sa vocation religieuse et tente d'atteindre la perfection spirituelle. L'auteur lui fait entreprendre un voyage qui le mène à tous les états de l'homme en société : l'homme marié entre dans un monastère où il devient prélat avant de devenir pape. Finalement, il renonce à cette charge pour se faire ermite et se consacrer à la contemplation et à la méditation.
La cinquième partie de l'ouvrage inclut également le Llibre d'amic e amat (« Livre de l'ami et de l'aimé »), cantique en 365 vers, un pour chaque jour de l'année, qui invite à la méditation. L'ouvrage mêle des éléments provenant de sources diverses telles que le Cantique des Cantiques, la poésie provençale ou la théologie arabe. Les apports islamiques permettent d'affirmer que « c'est en lui que se réalise pour la première fois l'étonnante fusion poétique et scientifique de l'Orient et de l'Occident. » Semblable au mysticisme des Soufis dont le poète se réclame ouvertement, ce cantique sera un des modèles de la poésie espagnole. L'œuvre eut une influence majeure sur la narration du Moyen Âge notamment sur certains écrivains immédiatement postérieurs à Lulle, Don Juan Manuel et Joanot Martorell en particulier. Ce livre a été traduit en français aux éditions de la Sirène en 1919, par Max Jacob,

### Félix ou le livre des merveilles du monde
Felix de les maravelles del mon (« Félix ou les merveilles du monde », le titre est un jeu de mots en catalan qui donne un second sens « heureux des merveilles du monde ») est une encyclopédie qui fut écrite en 1286, sous forme de roman fantastique. L'auteur y vulgarise la théologie, la philosophie, la cosmologie, la physique, la morale, la météorologie, la géologie, etc. Divisé en dix parties, l'ouvrage n'est pas un recueil de connaissances mais traite de Dieu, des anges, des éléments, de l'homme, du paradis, des plantes, des métaux, de l'enfer, entre autres.
Le conteur est un homme âgé qui envoie son fils Félix voyager dans le monde pour qu'il y découvre les merveilles selon la méthode de saint Bonaventure. Félix suit les leçons d'un ermite, rencontre une femme très triste avec laquelle il fait un bout de chemin et pour laquelle il va chercher secours auprès de Blanquerna. Puis il reprend son voyage et rencontre un deuxième ermite lisant un livre de Raymond Lulle.
Il fait ainsi l'inventaire des connaissances pratiques. Il passe du Livre du Chaos, au Livre des Articles et au Livre du Gentil. Dans le septième livre (le Livre des Bêtes, partie de l'ouvrage la plus connue), il découvre des fables dans le style du Roman de Renart. Le huitième livre, qui comporte douze chapitres traite de la méditation sur la nature d'un être capable de faire le bien autant que le mal. Enfin le voyageur étudie les plaisirs des cinq sens, ceux de la mémoire, de la vie active et de la vie contemplative. Après le dernier livre qui traite de l'Enfer, Félix se retire dans un couvent, mais il meurt au moment de devenir moine.
Dans cet ouvrage, Lulle se rapproche beaucoup de la doctrine franciscaine de saint Bonaventure, et des nouvelles formes d'apostolat des ordres mendiants.

### Déclaration en forme de dialogue
Composée à Paris en 1298, l'œuvre Declaratio Raymundi per modum dialogi est également titrée Liber contra errores Boetii et Sigerii (« Livre contre les erreurs de Boèce et de Siger »). C'est un commentaire formulé en 219 contre-propositions tirées de l'enseignement des maîtres averroïstes et notamment de Siger de Brabant et de Boèce de Dacie. Lulle affirme que la matière n'est pas une puissance intrinsèque, contrairement à ce que prétend Averroès, puisque Dieu peut multiplier les êtres sans l'utiliser. Il se rapproche en cela de la ligne de pensée des augustins qui le soutiennent. Selon le philosophe, Dieu est avant tout « acte pur » contrairement aux choses créées.
L'auteur subordonne ici la philosophie à la théologie qui est, selon lui, la science de la connaissance humaine, se faisant ainsi plus penseur chrétien que philosophe. L'ouvrage contredit point par point l'ensemble de l'enseignement d'Averroès, qu'il s'agisse de sa vision sur l'unité des âmes (monopsychisme) ou de sa théorie sur l'éternité de l'univers qui voyait dans la création du monde la seule œuvre éternelle et infinie. La Déclaration s'inscrit dans la lignée des précédents livres de Lulle contre les averroïstes sans apporter de nouveaux arguments. L'auteur éclaircit sa pensée et résume ses opinions sur la philosophie et la théologie.

### Liber de ascensu et descensu intellectus
Le Liber de ascensu et descensu intellectus (« Livre de l'ascension et de la descente de l'entendement ») a été écrit en latin à Montpellier en 1304. Il développe la fameuse méthode « scalaire » de la pensée de Lulle. L'auteur décrit des « échelles mystiques » qui déterminent des « échelles de la connaissance » que l'on pourrait monter ou descendre comme s'il s'agissait de larges escaliers. Pour monter, on passerait de la connaissance sensible – ce qui est reçu par les cinq sens — à la connaissance intelligible, puis de la connaissance intelligible à la connaissance intellectuelle. Par le biais d'un procédé parallèle et simultané au précédent, on monterait du particulier au général, et du général à l'universel. Lulle établit donc neuf modes qui, ensemble, permettent percer la nature intime des êtres et des phénomènes naturels, en évoluant graduellement par modes successifs. Ils s'organisent de la manière suivante :
| Modalité     | Échelle du niveau 1 | Échelle du niveau 2 | Échelle du niveau 3 |
| ------------ | ------------------- | ------------------- | ------------------- |
| Logique      | différence          | concordance         | opposition          |
| Situation    | principe            | moyen               | fin                 |
| Quantitative | majorité            | égalité             | minorité            |

### Les Douze Principes de la philosophie
L'œuvre Duodecim principia philosophiæ (« Les Douze Principes de la philosophie ») a été composé en 1310 et publié à Paris en 1516. C'est un traité de cosmologie et de philosophie scolastique dédié à Philippe le Bel, comme le furent d'autres œuvres de la même époque : « l'auteur expose au roi de France ses plaintes contre les averroïstes ». Comme artifice littéraire, il imagine sa rencontre avec les dames Contrition et Satisfaction, et avec La Philosophie. La scène se passe à l'ombre d'un arbre. La Philosophie des douze principes se plaint de la façon dont les averroïstes s'opposent à elle en la calomniant sur ses rapports à la Théologie dont pourtant elle est l'humble servante. Elle supplie Raymond et les dames de plaider sa cause auprès du roi de France.
Les douze principes se présentent alors tour à tour en développant leur utilité : la Forme est suivie de la Matière, puis de la Génération, de la Corruption, etc. La démonstration prouve que la justice, la tempérance, la chasteté, l'humilité, la foi sont renfermées par la puissance de leurs contraires, parmi lesquels l'Avarice, la Gourmandise, etc.
Cette œuvre confirme la renommée de Lulle en tant que vulgarisateur de la scolastique qui a mis son savoir encyclopédique au service de l'action, et non de la science spéculative.

### La Vie contemporaine
La Vita coetanea (« la vie contemporaine ») est l'autobiographie de Raymond Lulle, dictée à ses disciples de la Chartreuse de Vauvert à Paris en 1311. C'est dans cet ouvrage que l'auteur relate les détails de sa conversion, ses visions du Christ crucifié et le tournant brutal que ces expériences donnèrent à sa vie : la nécessité d'abandonner ses biens, laisser sa famille, renoncer au luxe pour se dédier exclusivement à Dieu. La majeure partie des dates que nous connaissons de la vie de Lulle proviennent de cette œuvre. Grâce à elle, nous connaissons les détails les plus intimes de la vie de Lulle jusqu'à ses 30 ans environ.

### Le Livre de l'ordre de la chevalerie
Le Llibre de l’orde de cavalleria (« Le livre de l'ordre de la chevalerie ») est une pièce didactique produite par Lulle probablement entre 1274 et 1276. Elle fait partie des premières productions de l'écrivain après sa conversion. À cette époque il étudiait les caractéristiques sociales de la classe des chevaliers, c'est-à-dire, dans l'acception qu'en fait Lulle, un être armé, courageux et dont l'objectif ultime est de rencontrer la présence de Dieu dans tous les faits du monde.
Il donne également à la fin les droits et obligations du chevalier et lui impose comme objectif d'étendre l'honneur chrétien, la noblesse d'esprit et l'observation d'une stricte piété. L'ouvrage est combatif, voire agressif. Il recommande de convertir les infidèles au bâton et à l'épée en même temps que de leur prêcher la vérité du Christ.

### Le Livre de la fin
Le Liber de fine (« Livre de la fin ») fait partie d'un ensemble de trois ouvrages décrivant précisément les différents aspects des missions de conversion et les moyens de les mener à bien. Ces ouvrages sont le Tractatus de modo convertendi infideles (1292), le Liber de fine (1305) et le Liber de acquisitione Terra Sanctæ (1309). Le Livre de la fin présente le système de pensée de Lulle et sa méthode dialectique pour la conversion des infidèles.
L'ouvrage est divisé en deux sections. La première est une reprise de la méthode de recherche de la vérité que Lulle avait développé dans Ars magna. L'auteur y présente également son mode de prédication et argumente la nécessité de fonder des collèges enseignant aux moines à prêcher en fonction du public à convertir. Le second thème est dédié aux croisades militaires, à leur organisation et à leur planification. C'est une des présentations du projet Rex Bellator. Il évalue les forces en présence et préconise l'unification des ordres sous l'égide d'un unique roi guerrier.

### L'Arbre de la science

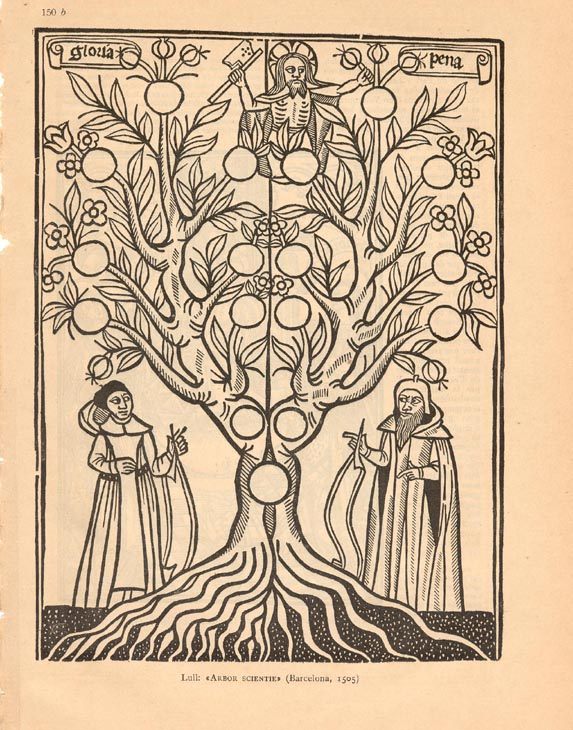
L'arbre de la science.

L‘Arbre de ciència (« L'Arbre de la science ») est sans doute l'œuvre la plus importante de Lulle du point de vue encyclopédique. Dans cet ouvrage, Lulle recourt à l'analogie classique de la comparaison organique qui représente chaque science par un arbre avec ses racines, son tronc, ses branches, ses feuilles et ses fruits. Les racines figurent les principes de base de chaque science ; le tronc sert de structure, les branches sont les genres, les feuilles sont les espèces. Enfin, les individus sont représentés par les fruits, leurs actes et leurs buts. Dans la vision cosmique de Lulle, existent quatorze arbres principaux et deux auxiliaires :
| Nom de l'arbre dans la terminologie francisée de Lulle | Discipline représentée |
| ------------------------------------------------------ | ---------------------- |
| Élémentaire                                            | physique               |
| Végétal                                                | botanique              |
| Sensuel                                                | biologie               |
| Imaginaire                                             | arts                   |
| Humain                                                 | anthropologie          |
| Moral                                                  | éthique                |
| Impérial                                               | politique              |
| Apostolique                                            | ecclésiastique         |
| Céleste                                                | astrologie             |
| Angélique                                              | angiologie             |
| Éviternaire                                            | eschatologie           |
| Maternel                                               | Mariologie             |
| Christénal                                             | Christologie           |
| Divin                                                  | théologie              |

| Nom de l'arbre dans la terminologie francisée de Lulle | Description |
| ------------------------------------------------------ | --- |
| Exemplifical                                           | Guide illustratif des arbres précédents expliqué à base d'exemples, de proverbes et de dictons.                              |
| Questional                                             | Reprise en termes de logique des questions relatives aux arbres précédents. Il s'agit d'une discussion entre science et foi. |

Bien que le système puisse paraître schématique, les arbres de Lulle expriment une systématisation claire de la connaissance qui organise et simplifie l'étude des diverses disciplines traitées. L'ouvrage occupe de nombreux volumes, ce qui fait qu'en 2007 il n'existait pas de publication complète.

## Lulle et la langue catalane
Si Lulle est le premier à utiliser une langue néo-latine pour exprimer des connaissances philosophiques, scientifiques et techniques, ses deux grands romans en catalan — Blaquerne et Felix ou les merveilles du monde — en font également le premier écrivain d'importance en langue catalane ; c'est notamment le premier à écrire dans cette langue des ouvrages appartenant à des catégories aussi variées que la philosophie, la théologie, le roman et la poésie. Il fut ainsi l'introducteur en catalan d’une grande quantité de néologismes adaptés du latin et du grec, contribuant décisivement à sa richesse lexicale. Cependant, quel que soit le genre utilisé, la production de Lulle est avant tout tournée vers son objectif missionnaire. Il se sert des techniques littéraires et poétiques comme d'appât pour son public afin de transmettre son message. Selon ses propres dires, Los cent noms de Déu (1285) ou Medicina de pecat (1300) ont été écrits en vers « pour être appris par cœur ».
Le catalan lui servit également à rédiger le Livre de contemplation de Dieu, le Livre du gentil et des trois sages et l’Arbre des sciences. Le premier est un énorme texte qui tient à la fois du roman, du traité et de l'encyclopédie ; le second est un ouvrage théologique polémique. Enfin, le dernier ouvrage se rapproche d'une encyclopédie par la volonté de l'auteur d'organiser le savoir. La production de Lulle dans cette langue compte également nombre de traités et de recueils : poésie, médecine, astronomie, proverbes, philosophie et logique.

Lulle était un écrivain exceptionnel en catalan. C'est l'une des principales figures de la formation de la langue littéraire, dont l'œuvre en prose a grandement contribué à fixer la norme écrite. D'un point de vue contemporain, l'attitude de Lulle semble anticiper le rayonnement du catalan du royaume d'Aragon des XIVe et XVe siècles, mais n'y a pas participé : 

« Contrairement au référent dantesque, il faut insister sur le fait que l’immense effort lullien ne représenta pas le début d’une influence continue ni le point de départ réel d’une histoire culturelle. La singularité du projet artistique et les hasards de sa transmission firent en sorte que l’Histoire des lettres catalanes médiévales s’élabora en suivant d’autres chemins. »

— Qui est Lulle
Le plurilinguisme est un trait majeur de la personnalité de Lulle. La démarche de Lulle de diffusion de la vérité chrétienne au plus grand nombre le poussa à traduire, à faire traduire et à diffuser ses textes dans d'autres langues romanes, notamment en occitan, en français, en italien et en castillan. Cette démarche fut poursuivie par ses disciples jusqu'après sa mort. Il écrivit également de la poésie en occitan à partir de 1274 et utilisait le latin lorsqu'il s'adressait à un public choisi. Nous savons qu'il apprit, enseigna et écrivit en arabe, bien qu'aucun témoignage écrit dans cette langue ne nous soit parvenu. Ainsi, afin de mieux répandre sa pensée, il pouvait s'adapter à ses interlocuteurs, non seulement du point de vue stylistique, mais également en combinant les différentes langues.
Son œuvre en langue catalane fut réunie et éditée pour la première fois entre la fin du XIXe siècle et le début du XXe siècle par Mateu Obrador et Jeroni Rosselló.

## Postérité et hommages modernes

### Contexte religieux
Le XVIe siècle connut un regain d'intérêt pour l'œuvre de Raymond Lulle. L'origine était l'intérêt de la réforme de Philippe II. Le roi d'Espagne œuvra à la béatification de Lulle. Un processus de canonisation se développa par la suite. Il fut interrompu par les doutes sur l'orthodoxie de certaines de ses œuvres en 1750. Lulle fut néanmoins considéré comme saint en Catalogne où il est fêté le 29 mars et tenu pour bienheureux par la tradition.
Au XXe siècle, durant le pontificat de Jean-Paul II, ses titres de bienheureux furent officiellement reconnus par l’Église en même temps que ceux du peintre Fra Angelico, du philosophe Jean Duns Scot et du missionnaire Junípero Serra. En 2011, le procès en canonisation de Raymond Lulle était avancé.

### Contexte philosophique
Un philosophe espagnol des années 1500, Jerónimo de Carranza, fut le fondateur d'une philosophie des armes et d'une méthode d'escrime dans la droite ligne de la pensée lullienne.
Au XVIIe siècle, les prises de position pour ou contre Lulle se généralisèrent sur la base de la faible partie de l’œuvre éditée. Descartes jugea que le Grand Art de Lulle sert plus « à parler, sans jugement, [de choses] qu'on ignore, qu'à les apprendre [...] » et au XVIIIe siècle, Jean-Jacques Rousseau porta un jugement semblable dans Émile ou De l'éducation : « l'art de Raymond Lulle pour apprendre à babiller de ce qu'on ne sait point ».
Leibniz porta en revanche une grande attention au système décrit par Lulle dans Ars combinatoria, où Raymond Lulle décrit une méthode combinatoire capable de déterminer si une proposition est vraie ou fausse sur la base d'un corpus de propositions préétabli. Certaines notions développées par Lulle furent redécouvertes par la suite. C'est notamment le cas des méthodes de vote qu'il développa dans De arte eleccionis et que Condorcet redécouvrit cinq siècles après.

### Culture
On doit à Raymond Lulle le sentiment de l'accession de la langue catalane au rang de langue de pensée et littéraire distincte de l'occitan. Un hommage lui a été rendu en 2010 à Avignon lors d'une exposition au musée du Petit Palais où figuraient d'autres artistes catalans,.
Jusqu'à la généralisation d'horloges précises, les marins utilisaient pour la navigation nocturne l’invention que Lulle décrit dans Opera Omnia sous le nom de astrolabium nocturnum ou sphæra horarum noctis : le nocturlabe. La science et la philosophie ont célébré l'écrivain de différentes manières. En Catalogne, trois institutions éducatives portent son nom : l'université Raymond-Lulle, l'Escola Universitaria d'Ingenieria Tecnica de Telecomunicacio Ramon Llull, et l'Escola tècnica superior d'Arquitectura Ramon Llull. L'institut Raymond-Lulle a été créé en 2002 aux îles Baléares avec la collaboration de la Généralité de Catalogne dans le but de promouvoir la culture catalane à travers le monde.
Un astéroïde découvert par l'observatoire astronomique de Majorque porte le nom de « 9900 Ramon Llull». Dans la traduction espagnole de Harry Potter à l'école des sorciers, son nom apparaît dans une liste de figures du passé aux côtés du roi Salomon et de Circé.
La médiathèque de la commune Pézilla-la-Rivière porte le nom de Ramon Llull.

## Les pseudo-Lulle
À partir de 1370, de nombreux écrits alchimiques apparurent sous le nom de Raymond Lulle,,. Les fausses attributions d'œuvres à cette époque n'étaient pas spécifiques à cet auteur et affectèrent également Arnaud de Villeneuve, saint Thomas d’Aquin et saint Bonaventure au point que toutes études de leurs œuvres commencent par une étude d'authenticité des textes. Bien que certains historiens affirment que Lulle était passionné d'alchimie, l'université de Barcelone divise sa base de données d'œuvres de Lulle en trois sections : les œuvres écrites par Raymond Lulle, les textes du pseudo-Raymond Lulle alchimiste et les écrits sur des thèmes divers signés par d'autres pseudo-Lulle.
La partie de l'œuvre pseudo Lullienne traitant de l'alchimie est la plus importante, tant du point de la quantité que de la renommée. Ce sont ces textes qui firent la célébrité de Raymond Lulle au XVIe siècle et XVIIe siècle et par lesquels Descartes et Leibniz s'intéressèrent à l'œuvre authentique de l'écrivain.

« Dans ses œuvres authentiques, Lulle ne cesse de condamner l'alchimie, dans son autobiographie il ne mentionne aucun livre d'alchimie [venant de lui]. Une bonne partie du corpus [alchimique attribué faussement à Lulle] consiste en résumés, remaniements, suppléments agglutinés autour d'un noyau ancien (début du XVe siècle) qui comprend le Testament avec son Codicille, le Secretis naturæ seu de quinta essentia, le Lapidaire. Ces ouvrages se citent les uns les autres, traitent de l'alchimie de matières souvent apparentées et appliquent les méthodes logico-mathématiques de l'art lullien, avec des arbres, des lettres, des figures, etc. »

— Robert Halleux
Après la mort de Raymond Lulle, un catalan aurait rédigé à Londres le Testament qui aurait été rapproché de l'Ars magna par la suite. Le De auditu kabbalistico date de la fin du XVe siècle selon Thorndike. C'est une transcription de l'Ars brevis, avec des références kabbalistiques. Clavicula et apertorium est un mélange d'éléments mystiques, macabres, magiques et religieux.

### Testament de l'art chimique universel
Le Testament, dont le titre d'origine est Testamentum duobus libris universam artem chymicam complectens — Item eiusdem compendium animae transmutationis artis metallorum (littéralement « Testament en deux livres de l'art chimique universel complet — Dont un volume sur comment transmuter l'âme des métaux ») est le plus ancien traité pseudo-lullien d'alchimie. Le texte serait daté de 1332, mais certains auteurs affirment que la date de rédaction n'est pas connue. Il fut publié pour la première fois à Cologne en 1566 sous le nom de Lulle.
C'est dans cet ouvrage qu'est rassemblé le plus grand nombre des connaissances alchimiques de l'époque et les principales théories concernant cette science. L'ouvrage montre des connaissances très poussées en pharmacologie. Les règles qu'il énonce sont parfois énigmatiques, notamment lorsqu'il s'agit « d'anoblir » les métaux — c'est-à-dire de les transmuter en or. L'auteur emploie souvent des termes solennels — la « quintessence » du vin pour désigner l'alcool — tout en décrivant les vertus de celui-ci. L'ensemble de l'ouvrage ne présente pas de grandes avancées scientifiques, mais reste un témoignage important sur les recherches alchimiques du Moyen Âge.
Ce texte avance la notion nouvelle de « médecine universelle », tant pour les pierres (transmutation) que pour la santé des hommes.

### De secretis naturæ seu de quinta essentia
De secretis naturæ seu de quinta essentia (« des secrets de la nature et de sa quinte essence ») n'est autre qu'une version du De consideratione quintæ essentiæ de Jean de Roquetaillade (vers 1351-1352), colorée de la pensée lullienne. Considéré par Michela Pereira comme « l'œuvre centrale du corpus alchimique pseudo-lullien », le De secretis naturæ juxtapose l'alchimie du Testamentum et les techniques de Rupescissa orientées vers la production de quintessences — notamment celle du vin — régulant et réparant les désordres des qualités élémentaires au sein du corps humain. Le véritable auteur de cette dernière œuvre alchimique serait Ramon de Tarrega, un juif du XIVe siècle,.

### Autres points de vue
Dans Le Trésor des Alchimistes, le romancier Jacques Sadoul développe sur l'œuvre apocryphique alchimique signée de Raymond Lulle un point de vue en opposition avec les conclusions universitaires présentées dans les paragraphes précédents.
Il développe par exemple l'idée que Lulle aurait décidé de ne pas s'attribuer la paternité de ces textes de son vivant, du fait du contexte religieux de l'époque qui s'établissait clairement contre les parutions alchimiques, en se basant sur l'absence d'œuvres alchimiques dans la Vita coetanea. L'université de Barcelone fait remarquer que Ramon Lulle était fondamentalement un religieux et qu'il participait lui-même de cette condamnation de l'alchimie.

« Les manuscrits sont tous datés du vivant de Lulle et plusieurs contiennent des allusions historiques ou des dédicaces à des princes qui régnaient durant la vie de l'Adepte. Tout cela, aux yeux de nos historiens, ne fait que renforcer leur opinion que les œuvres étaient apocryphes ! (…) Voici ce que dit par exemple W. Ganzenmuller dans son ouvrage déjà cité : « Ce qui distingue ces faux des autres, c'est le soin qu'on a apporté à leur composition. Si, en général, ils sont simplement signés du nom d'un auteur connu, on a pris cette fois la peine d'imiter le style de Lulle. L'Ars Magna, la plus importante de ses œuvres, introduit dans les sciences l'emploi de lettres, comme symbole d'une idée ou d'un corps… Tout cela se rencontre dans les œuvres nombreuses qui ont été, à tort, attribuées à Lulle, ainsi que les idées et les locutions qui lui sont propres. Cette impression d'homogénéité entre les faux est renforcée par le fait que les œuvres isolées se citent réciproquement, et d'une façon continue, reproduisant même avec précision les premiers mots des chapitres cités.
Pour résumer plaisamment la situation, je dirai que nos érudits considèrent que les œuvres de Lulle sont si manifestement de lui qu'elles ont donc été écrites par quelqu'un d'autre ! »

— Jacques Sadoul
La faculté de philologie de l'Université de Barcelone réfute la forte ressemblance stylistique entre les ouvrages des vrais et des faux Lulles. Avec l'historien Robert Halleux, ils distinguent clairement trois écrivains pour l'ensemble de l'œuvre signée Ramon Lulle. L'université de Barcelone complète cette distinction et présente ces trois auteurs de façon séparée.

## Source
- (es) Cet article est partiellement ou en totalité issu de l’article de Wikipédia en espagnol intitulé « Raimundo Lulio » (voir la liste des auteurs).